# Адміністративний устрій Срібнянського району
Адміністративний устрій Срібнянського району — адміністративно-територіальний поділ Срібнянського району Чернігівської області 1 Селищна громада та 1 Сільська рада (до 2017 р. - 1 селищна та 12 сільських рад), які об'єднують 29 населених пунктів та підпорядковані Срібнянській районній раді. Адміністративний центр — смт Срібне.

## Список громадСрібнянського району
| 1 | Срібнянська селищна громада | смт Срібне | с. Антішки с. Артеменків с. Васюків с. Галка с. Гнатівка c. Горобіївка c. Гриціївка c. Гурбинці с. Дейманівка смт Дігтярі с. Іванківці c. Калюжинці c. Карпилівка с. Кути с. Лебединці с. Лозове с. Никонівка c. Олексинці с. Побочіївка c. Поділ с. Поетин c. Савинці c. Сокиринці смт Срібне с. Точене с. Тростянець c. Харитонівка с. Хукалівка |  |  |  |

## Список радСрібнянського району
| № | Назва                      | Центр        | Населені пункти | Площа км² | Місце за площею | Населення (2001), чол. | Місце за населенням | Розташування |
| - | -------------------------- | ------------ | --------------- | --------- | --------------- | ---------------------- | ------------------- | ------------ |
| 1 | Васьковецька сільська рада | с. Васьківці | с. Васьківці    | 31,6      |                 | 700                    |                     |              |

## Список радСрібнянського району(до 2017 р.)
| №  | Назва                       | Центр          | Населені пункти                               | Площа км² | Місце за площею | Населення (2001), чол. | Місце за населенням | Розташування |
| -- | --------------------------- | -------------- | --------------------------------------------- | --------- | --------------- | ---------------------- | ------------------- | ------------ |
| 1  | Дігтярівська селищна рада   | смт Дігтярі    | смт Дігтярі с. Гнатівка с. Іванківці          | 79,432    | 1               | 2307                   | 2                   |              |
| 2  | Срібнянська селищна рада    | смт Срібне     | смт Срібне с. Артеменків с. Никонівка         | 9,4716    | 11              | 4003                   | 1                   |              |
| 3  | Васьковецька сільська рада  | с. Васьківці   | с. Васьківці                                  | 31,6      | 7               | 700                    | 9                   |              |
| 4  | Горобіївська сільська рада  | c. Горобіївка  | c. Горобіївка с. Точене                       | 29,9      | 8               | 566                    | 10                  |              |
| 5  | Гриціївська сільська рада   | c. Гриціївка   | c. Гриціївка с. Галка с. Лозове с. Побочіївка | 29,2      | 10              | 729                    | 7                   |              |
| 6  | Гурбинська сільська рада    | c. Гурбинці    | c. Гурбинці с. Дейманівка с. Тростянець       | 45,763    | 4               | 898                    | 4                   |              |
| 7  | Калюжинська сільська рада   | c. Калюжинці   | c. Калюжинці                                  | 3,665     | 12              | 543                    | 11                  |              |
| 8  | Карпилівська сільська рада  | c. Карпилівка  | c. Карпилівка с. Лебединці                    | 54,7      | 2               | 889                    | 5                   |              |
| 9  | Олексинська сільська рада   | c. Олексинці   | c. Олексинці с. Васюків с. Антішки            | 34,52     | 6               | 457                    | 13                  |              |
| 10 | Подільська сільська рада    | c. Поділ       | c. Поділ с. Кути с. Поетин                    | 29,5      | 9               | 849                    | 6                   |              |
| 11 | Савинська сільська рада     | c. Савинці     | c. Савинці с. Хукалівка                       | 35,5      | 5               | 719                    | 8                   |              |
| 12 | Сокиринська сільська рада   | c. Сокиринці   | c. Сокиринці                                  | 46,36     | 3               | 1386                   | 3                   |              |
| 13 | Харитонівська сільська рада | c. Харитонівка | c. Харитонівка                                | 2,965     | 13              | 488                    | 12                  |              |

* Примітки: м. — місто, смт — селище міського типу, с. — село, с-ще — селище